# نجيب البرازي
نجيب أغا بن محمد أغا الباكير البرازي،  سياسي سوري مخضرم واقتصادي، ولد في حماة ودرس فيها.

## مسيرته
عين مستشاراً لبلدية حماة 1910، ومستشاراً لدى مجلس الولاية بين عامي 1911 و1915. نفته السلطات التركية إلى الأناضول بسبب نشاطاته الوطنية، وبقي هناك من عام 1916 إلى 1918 حين عاد إلى سوريا بعد خروج الأتراك منها.
أصبح رئيساً لبلدية حماة وأنجز العديد من المشاريع الخدمية الهامة، وبقي في هذا المنصب حتى عام 1925، حين سجنته السلطات الفرنسية بتهمة إثارة ثورة حماة التي دعمت الثورة السورية الكبرى في دمشق وجبل العرب.
شارك في تأسيس الكتلة الوطنية عام 1932، وكان واحداً من أبرز قادتها وتسلم رئاسة فرع مدينة حماة.
انتخب نائباً عن حماة لثلاث دورات أعوام 1932 و1936 و1943.
كما كان بين الوفد الذي ذهب إلى القاهرة من أجل تأسيس الجامعة العربية، وشارك في الوفد الذي ذهب إلى القاهرة عام 1938 م للبحث في القضية الفلسطينية.
شارك في ثورة الدنادشة ضدهم التي وقعت في مدينة تلكلخ التابعة لمحافظة حمص عام 1919 م، واعتقلته القوات الفرنسية في ثاني أيام ثورة حماة عام 1925 م متهمة إياه بالتحريض والتخطيط لها. وقال الأستاذ عبد اللطيف يونس في كتابه في حديثه عن ثورة صالح العلي ص 84:«كان المرحوم رشيد طليع حاكم حماة في العهد الفيصلي والسيد نجيب البرازي يضطلعان بأكبر عبء في معونة الثورة ومساعدتها، وكان الشيخ يعتمد عليهما كل الاعتماد».
لم يقتصر نشاطه على السياسة وجهاد المحتلين بل تعداه إلى العلمي والأدبي فلا تخلو مجالسه من أهل العلم والأدب وأما النشاط الاجتماعي فحدث عنه ولا حرج ومن أهم ما ساهم به مع إخوانه الغيورين على حماة وأهلها تأسيس ملجأ الأيتام الإسلامي.
كتب عنه خالد العظم في كتابه في القسم الذي تحدث به عن الرئيس شكري القوتلي: ((كان نجيب البرازي بين سبعة قواد كبار يقررون المسائل الخطيرة، أي من سيكون رئيساً للمجلس النيابي، ومن سيختار لرئاسة الحكومة، وقد ظل كذلك دائما ًولو لم يكن يرضى أن ينتقل إلى مقدمة الساحة)).